# Abteilung
Abteilung (afkorting Abt.) is een Duitse term, die vaak wordt gebruikt voor Duitse en Zwitserse militaire formaties.
De grootte van zo'n formatie ligt niet vast en kan een detachement, sectie, departement of bataljon zijn; soms zelfs een divisie.  In Duitsland wordt dit zowel gebruikt voor militaire als civiele afdelingen zoals voor een bedrijfsafdeling.
Tijdens Wereldoorlog II betekende de term Abteilung zoveel als "bataljon" en werd deze term gebruikt voor formaties op bataljonsgrootte in gepantserde-, cavalerie-, verkennings- en artillerieeenheden van de Wehrmacht en Waffen-SS.  Zo was de bekende Schwere Panzerabteilung een Duitse zware tankbataljon. Echter wanneer de term gebruikt werd voor grotere militaire formaties betekende dit meestal detachement.

## Voorbeelden
- Schwere Panzer-Abteilung 504
- SS-Werfer-Abteilung 500
- Abteilung Fremde Heere
- A7V